# Bolinus
Bolinus is een geslacht van weekdieren uit de klasse van de Gastropoda (slakken).

## Soorten
- Bolinus brandaris (Linnaeus, 1758)
- Bolinus cornutus (Linnaeus, 1758)